# Quisis (Quênia)
Quisis, gusis ou abagusis (em quisi: abagusii; em suaíli: kisii) são um povo banto do Quênia distribuído nos condados de Quisi e Niamira, sobretudo em planaltos do leste do lago Vitória. Segundo censo de 2009, havia 2,2 milhões de quisis no país. Eles falam sua própria língua. São intimamente relacionados aos luias e quicuios, tendo emergido como grupo distinto em meados do século XVIII. No século XIX, foram vítimas de ataques dos nandis e quipsiguis em busca de escravos. No século XX, abandonaram o pastoreio nômade e se tornaram agricultores sedentários, cultivando chá, milhete, milho, cassava, banana e piretro.